# ایگال آلون

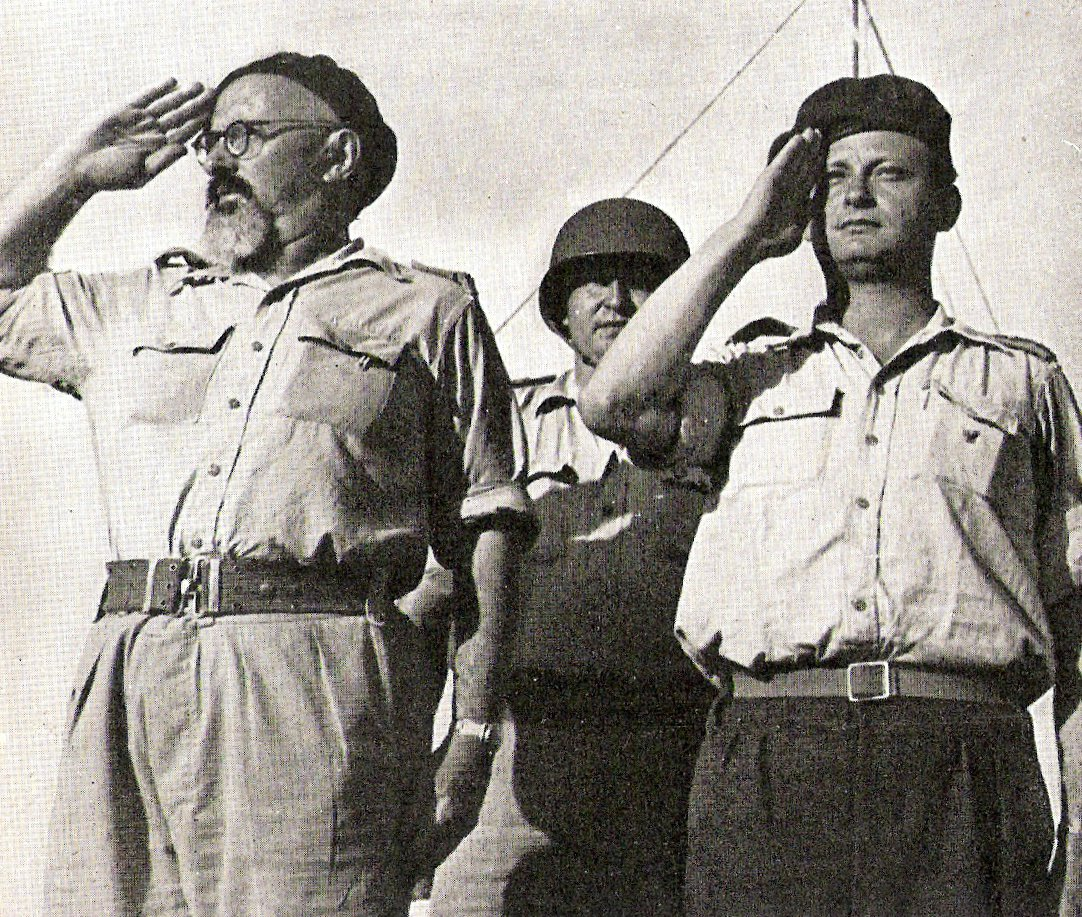

ایگال آلون (عبری: יִגְאָל אַלּוֹן؛ ۱۰ اکتبر ۱۹۱۸ – ۲۹ فوریهٔ ۱۹۸۰)، سیاستمدار، نظامی و دیپلمات اهل اسرائیل بود.

## زندگی‌نامه
ایگال آلون، زاده ۱۹۱۸ در کفر تابور (مهاجرنشینی در الجلیل پایین) در خانواده‌ای کشاورز، زاده شد. وی در مدرسه کشاورزی «کادوری» تحصیل کرد و از مؤسسان شهرک یهودی‌نشین کیبوتص «گینوسار» در ساحل دریاچه طبریه می‌باشد. وی در تأسیس سازمان «پالماخ» در سال ۱۹۴۱ مشارکت داشت و در سال ۱۹۴۵ رهبر این سازمان شد.
آلون از شاخص‌ترین رهبران نظامی اسرائیل در جنگ ۱۹۴۸ به عنوان فرمانده «تیپ یفتاح» به‌شمار می‌رود. وی در سن سی سالگی فرمانده جبهه جنوبی شد ولی در پایان سال ۱۹۴۹ از ارتش کناره‌گیری کرد. این، به دلیل تصمیمی بود که دیوید بن گوریون نخست‌وزیر اسرائیل نسبت به کنار گذاشتن رهبران حزب «ماپام» از مناصب عالی ارتش اتخاذ کرد.
سپس در دانشگاه کمبریج ادامه تحصیل داد و فعالیت‌های سیاسی خود را در حزب «احدوت هاعفوداه» آغاز کرد. در سال ۱۹۵۵ به عنوان نماینده کنست انتخاب گردید و در سال ۱۹۶۰ در دولت «بن گوریون» وزیر کار شد. پس از ادغام حزب ماپای (کارگر) با حزب «اَحدوت ـ هاعفوداه» در سال ۱۹۶۵، وی مشاور ارشد نظامی «لوی اشکول» نخست‌وزیر اسرائیل شد؛ ولی در سال ۱۹۶۷ در اعتراض به انتصاب «موشه دایان» به وزارت دفاع از مسئولیت خود استعفاء داد. موشه دایان سال‌ها از بارزترین رقیبان آلون به‌شمار می‌رفت، و این دو دارای روابط خوبی به یکدیگر نبودند.
آلون در سال ۱۹۶۸ معاون نخست‌وزیر و وزیر مهاجرت و جذب نیرو شد، و در سال ۱۹۶۹ به وزارت فرهنگ و آموزش منصوب گردید. پس از جنگ اکتبر ۱۹۷۳ ـ که اسرائیلی‌ها به آن جنگ یوم کیپور (روز آمُرزش) می‌گویند ـ در دولت "اسحاق رابین وزیر امور خارجه شد. وی در سال ۱۹۸۰ زمانی که در اوج رقابت با شیمون پرز برای به دست‌گیری رهبری حزب کارگر بود، درگذشت.
آلون از جمله یهودیان متولد فلسطین به‌شمار می‌رود که معتقدند یهودیانی که از خارج به فلسطین آمده‌اند فرصت‌های سیاسی را از آنها گرفته‌اند. شاید شاخص‌ترین اثر سیاسی به جا مانده وی «طرح آلون» است که در سال ۱۹۶۷ مطرح شد. طرح یاد شده چگونگی مسئله برخورد با مسئله اراضی اشغالی در جنگ [ژوئن] ۱۹۶۷ را که خط مشی اصلی و دیدگاه حزب کارگر را در حل مسئله اعراب و اسرائیل تشکیل داده و به عنوان «تورات حزب» در این امر محسوب می‌شود، مورد بررسی قرار می‌دهد.

## عضویت در کنیست
انتخابات3، 4، 5، 6، 7، 8، 9
- Ahdut HaAvoda - ۱۹۵۵–۱۹۶۵
- Alignment - ۱۹۶۵–۱۹۶۸
- ۱۹۶۸–۱۹۶۹ - حزب کار اسرائیل
- Alignment - ۱۹۶۹–۱۹۸۰

## روزشمار
- تولد ۱۰ اکتبر ۱۹۱۸ در کفرتبور، تح.کا. کشاورزی کدوری،
- تحصیلات در کالج سنت آنتونی، دانشگاه آکسفورد و دانشگاه عبری بیت‌المقدس
- پیوستن به گروه شبه‌نظامی هگانا (۱۹۳۱)
- فرمانده در گروه پالماخ (۱۹۴۱)
- مشارکت در عملیات نظامی متفقین در جنگ جهانی دوم در سوریه و لبنان در واحد فرماندهی پالماخ (۱۹۴۳)
- فرمانده کل گروه پالماخ (۱۹۴۵–۱۹۴۸)
- مشارکت در عملیان نظامی هاگانا در فلسطین (۱۹۴۵–۱۹۴۷)
- فرمانده عملیات نظامی در مناطق: جلیله علیا، فلسطین مرکزی، بیت‌المقدس، صحرای نقب و شمال صحرای سینا (۱۹۴۷)
- ارتقاء به درجه سرلشگری زهال (به صورت نیروهای ذخیره ارتش اسرائیل)، عضو و بنیانگذار کیبوتص گنوسار (۱۹۳۷)
- وزیر کار (۱۹۶۱–۱۹۶۷)
- وزیر مهاجرت و جذب نیرو (۱۹۶۷–۱۹۶۹)
- معاون نخست‌وزیر (۱۹۶۷–ژوئن ۱۹۷۷)
- وزیر موزش و فرهنگ (۱۹۶۹–۱۹۷۴)
- وزیر امور خارجه (۱۹۷۴–ژوئن ۱۹۷۷)
- عضو کمیته اجرایی هاکیبوتص حامویچاد، دبیرکل سابق حزب کارگران و سوسیالیست صهیونیسم (احدوت هاعفوداه)، رئیس «جنبش صهیونیستی کارگران جهان» فوریه (۱۹۷۸–۱۹۸۰)
- عضو کمیته روابط خارجی و دفاع کنست (پارلمان) اسرائیل، عضو حزب کارگر و ائتلاف احزاب کارگر-ماپام، و عضو کنست (۱۹۵۴–۱۹۸۰)
- فوت (۲۹ فوریه ۱۹۸۰)

## تالیفات
- داستان پالماخ (۱۹۵۱)
- پرده شن (۱۹۶۰)
- تشکیل ارتش اسرائیل (به انگلیسی و آلمانی) (۱۹۷۰)
- سپر داود (به انگلیسی) (۱۹۷۰)
- سه جنگ و یک صلح (ترجمه به عربی)
- خانه پدرم (به عبری و انگلیس) (۱۹۷۶)
- اسرائیل: جدال در راه امید (به فرانسه) (۱۹۷۷)